# Simone Rapisarda Casanova
Pour les articles homonymes, voir  Casanova.
Simone Rapisarda Casanova est un réalisateur de cinéma italien vivant au Canada. En 2014, il a remporté le Léopard du meilleur réalisateur émergent au Festival international du film de Locarno.

## Biographie
Rapisarda Casanova est né en Sicile, en Italie. Au cours de ses études en sciences informatiques à l’université de Pise, il s’intéresse à la photographie et au cinéma. Après qu’il s’est installé au Canada en 2000, il abandonne sa carrière dans l’industrie informatique pour se consacrer aux études cinématographiques, à Montréal puis à Toronto.
À la fois réalisateur et enseignant (aux universités York, de Toronto au Canada, Wilfrid-Laurier, de Waterloo au Canada, ainsi qu’à l’Institut Ciné à Jacmel, à Haïti), il enseigne actuellement le cinéma à l’école d’art contemporain de l’Université Simon Fraser à Vancouver, au Canada.

## Filmographie
Simone Rapisarda Casanova a réalisé deux longs-métrages:
- L'Arbre à fraises ((es) El arból de las fresas, (en) The Strawberry Tree), Canada/Cuba/Italie, 2011, 71 min, Couleur, Mono
- La creazione di significato ((en) The Creation of Meaning), Canada/Italie, 2014, 90 min, Couleur, Mono
- Hegel's Angel ((ht) Zanj Hegel la), Canada/Haiti/Italie/Etats-Unis, 2018, 70 min, Couleur, Stéréo

Combinant documentaire et fiction, les films expérimentaux de Simone Rapisarda Casanova sont fondés sur le processus-même de création, c’est-à-dire sur le rejet de tout scénario et de toute planification, contrant ainsi les aléas de la pré-production, de la production et de la post-production. Simone Rapisarda Casanova signe ses œuvres par de longues prises de vues, une caméra fixe et des acteurs amateurs libres de laisser cours à l’improvisation. L’auteur se borne à une seule prise de vue pour chaque scène, et procède ultérieurement à une sélection et à un montage de ce qui révèle l’essence la plus intime des personnages et des lieux. Le son diégétique et l'importance donnée au paysage sonore, les angles courts et l’utilisation de lentilles grand-angle participent tout autant à la création du style de Rapisarda Casanova.